# Мёртвый Култук
Мёртвый Култук (каз. Өлі қолтық шығанағы, бывший залив Цесаревича и залив Комсомолец) — залив у северо-восточного берега Каспийского моря, частично периодически пересыхающий и превращающийся в сор (солончак). Расположен на территории Мангистауской области Казахстана.
В процессе снижения уровня воды в Каспийском море в середине XX века большая часть залива превратилась в обширный сор (солончак), площадь уменьшилась с 15 тыс. км² до 500 км², глубина не превышала 1 м. 
В 1970—1990-е уровень воды в Каспии повышается, поэтому Мёртвый Култук увеличился в размерах, а пересохший залив Кайдак вновь заполнился водой. В 2010-е при очередном падении уровня Каспийского моря, Кайдак и Мертвый Култук вновь пересохли, превратившись в обширный сор (солончак).
В северной части сора находится одноимённое нефтяное месторождение.

## Топографические карты
- Лист карты L-39.  Масштаб: 1 : 1 000 000. Указать дату выпуска/состояния местности.
- Лист карты L-40.  Масштаб: 1 : 1 000 000. Указать дату выпуска/состояния местности.